# 라이밀
라이밀(rye-) 또는 트리티케일(영어: triticale)은 라이보리(호밀)와 밀을 교배해 만든 벼과의 잡종 속인 라이밀속(rye-屬, 학명: × Triti(cose)cale 트리티(코세)칼레[*]) 식물을 일컫는 말이다. 19세기 후반에 스코틀랜드와 독일에서 교잡이 이루어졌으며, 학명 "트리티(코세)칼레" 및 영문명 "트리티케일"은 밀속의 학명인 "트리티쿰(Triticum)"과 호밀속의 학명인 "세칼레(Secale)"를 조합해 만든 혼성어이다.

## 하위 종
- × T. blaringhemii A.Camus
- × T. neoblaringhemii A.Camus
- × T. rimpaui (M.Graebn.) Wittm. ex A.W.Hill
- × T. semisecale (Mackey) K.Hammer & Filat.

## 사진

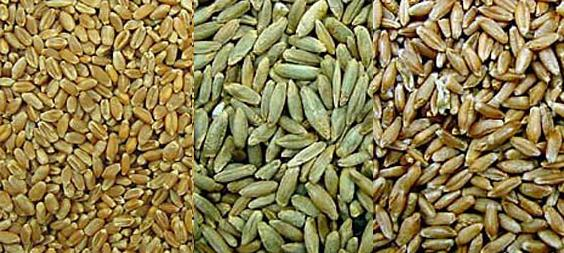
밀(왼쪽), 호밀(가운데), 라이밀(오른쪽) 낟알